# Mrzli Vrh (Žiri)
Mrzli Vrh (Duits: Kaltenberg in der Oberkrain) is een plaats in Slovenië en maakt deel uit van de gemeente Žiri in de NUTS-3-regio Gorenjska. De plaats telde 21 inwoners op 1 januari 2020.